# Котельникове
Коте́льникове (до 1948 року — Аг'яр-Джерень, Ак'яр-Джійрен; крим. Aqyar Ciyren) — село Курманського району Автономної Республіки Крим.